# Seamus Davey-Fitzpatrick
Seamus Liam Davey-Fitzpatrick (New York, 29 dicembre 1998) è un attore statunitense.

## Biografia
Figlio degli attori Marty Davey e Jim Fitzpatrick, ha vissuto fino all'età di 4 anni a New York prima di trasferirsi in Pennsylvania.
Ad appena un mese, ha fatto la sua prima apparizione in uno spot pubblicitario e nel 2003, a soli 4 anni, ha debuttato al cinema prendendo parte anche in diversi ruoli televisivi.

## Filmografia parziale

### Cinema
- Omen - Il presagio (The Omen), regia di John Moore (2006)
- Stanno tutti bene - Everybody's Fine (Everybody's Fine), regia di Kirk Jones (2009)
- Moonrise Kingdom - Una fuga d'amore (Moonrise Kingdom), regia di Wes Anderson (2012)
- Before Midnight, regia di Richard Linklater (2013)
- Mai lontano da qui (Wish You Well), regia di Darnell Martin (2013)
- La grande partita (Pawn Sacrifice), regia di Edward Zwick (2014)
- 7 giorni per cambiare (The Longest Week), regia di Peter Glantz (2014)
- The Dinner, regia di Oren Moverman (2017)

### Televisione
- Sex and the City – serie TV, episodio 6x09 (2003)
- Law & Order - Unità vittime speciali (Law & Order: Special Victims Unit) – serie TV, episodi 8x14, 14x23 (2007-2013)
- The Black Donnellys – serie TV, 5 episodi (2007)
- Damages – serie TV, 4 episodi (2010)
- Fuori dal ring (Lights Out) – serie TV, 7 episodi (2011)

## Doppiatori italiani
Nelle versioni in italiano delle opere in cui ha recitato, Seamus Davey-Fitzpatrick è stato doppiato da:
- Tito Marteddu in The Black Donnellys, Damages, Before Midnight
- Arturo Valli in Stanno tutti bene - Everybody's Fine, La grande partita
- Alessio Puccio in The Dinner
- Stefano Broccoletti in Mai lontano da qui
- Francesco Ferri in Fuori dal ring
- Alex Polidori in Omen - Il presagio
- Mirko Cannella in Blue Bloods